# Ferdinand Berthier

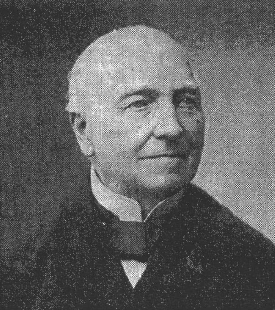
Ferdinand Berthier

Jean-Ferdinand Berthier (* 30. September 1803 in Louhans; † 12. Juli 1886 in Paris) war ein französischer Gehörloser und Gehörlosenpädagoge, der für die Rechte der Gehörlosen kämpfte und zur Verbreitung der Gebärdensprache beitrug.

## Leben
Ferdinand Berthier war Sohn eines Chirurgen und von Geburt an gehörlos. Ab 1811 besucht er das Taubstummeninstitut in Paris, wo er von den Gehörlosen Laurent Clerc und Jean Massieu sowie vom Hörenden Auguste Bébian unterrichtet wurde. Als brillanter Schüler wurde Berthier 1824–1829 Repetitor und schließlich Professor am Institut. Er starb 1886 in Paris.

## Wirken
1830 begegnete Berthier – zusammen mit seinem ebenfalls gehörlosen Kollegen Alphonse Lenoir und seinen Schülern – dem französischen König Louis-Philippe. In der Folge beschrieben sie in einem Brief an den König die beklagenswerte Lage des Instituts und verlangten insbesondere die Rückkehr Bébians, der 1821 entlassen worden war. Trotz weiterer Bemühungen wurde sein Vorbild und Mentor nicht mehr eingestellt. 1832 wurde für die höheren Klassen die Artikulation, zusammen mit einer Art Jobrotation, eingeführt, wodurch die tauben und gehörlosen Professoren stark benachteiligt waren. Berthier verehrte neben Bébian auch Abbé de l’Épée als Pionier der Gehörlosenpädagogik und organisierte jährlich ein Bankett für Gehörlose zu seinen Ehren. 1838 wurde die Société Centrale des Sourds-Muets de Paris als weltweit erste Gehörlosenvereinigung gegründet und Berthier bemühte sich, die sterblichen Überreste von Abbé de l’Épée zu finden und in der Kirche St-Roch beizusetzen. 1848 beteiligten sich die Gehörlosen an den Juniaufständen, um die Republik zu verteidigen. Im folgenden Jahr wurde Berthier Mitglied der Ehrenlegion. 1865 zog er sich – nach über 40 Jahren am Institut und 30 Jahren als Dekan – aus dem Schuldienst zurück und schrieb Werke für Gehörlose, über ihre Rechte, ihre Geschichte sowie über seine Vorbilder Abbé Sicard und Abbé de l‘Épée und insbesondere eine Erläuterung des Zivilrechts. Er wurde Präsident der Gehörlosenvereinigung.
In seinen Schriften verteidigte er die Gebärdensprache und die Rechte der Gehörlosen, für die er pausenlos kämpfte. Er forderte das Recht für Gehörlose, ihre Gebärdensprache immer und überall zu gebrauchen, sei es in den Schulen oder vor Gericht. Er war damit der Begründer der Gehörlosenkultur.

## Schriften
- Histoire et statistique de l‘Éducation des Sourds-Muets. Eigenverlag, 1836 (Google Books)
- Notice sur la vie et les ouvrages de Auguste Bébian, ancien censeur des études de l’Institut royal des sourds-muets de Paris. J. Ledoyen, 1839 (Google Books)
- Les Sourds-Muets avant et depuis l’abbé de l’Épée. J. Ledoyen, 1840 (parisdescartes.fr)
- Discours prononcés en langage mimique. Institution des Sourds-Muets de Paris, 1842 + 1849
- L’abbé de l’Épée, sa vie, son apostolat, ses travaux, sa lutte et ses succès. Michel Lévy frères, Paris 1852 (Google Book)
- Sur l’opinion de feu le Docteur Itard. Michel Lévy frères, Paris 1852 (Google Book)
- Le code Napoléon. Librairie du Petit Journal, Paris 1868 (Google Books)
- L’abbé Sicard, célèbre instituteur des Sourds-Muets. Charles Douniol et Cie., Paris 1873 (Google Books)

## Auszeichnungen
Als Gehörloser war er über dreißig Jahre lang Dekan am Taubstummeninstitut Paris, er war Mitglied der Société des gens de lettres und wurde Präsident der Société universelle des sourds-muets.
Victor Hugo schrieb am 25. November 1845 an Ferdinand Berthier: « Qu’importe la surdité de l’oreille quand l’esprit entend ? La seule surdité, la vrai surdité, la surdité incurable, c’est celle de l’intelligence. » (deutsch: „Was zählt die Taubheit des Ohrs, wenn der Geist hört? Die einzige Taubheit, die wahre Taubheit, die unheilbare Taubheit ist die Taubheit des Geistes.“) Im Weiteren wurde Berthier auch von seinen Schülern als Napoleon der Taubstummen bezeichnet. 1849 verlieh ihm Napoleon III. die Auszeichnung als Ritter der Ehrenlegion.
In seiner Heimatstadt Louhans steht eine Büste von Ferdinand Berthier und Sagy hat eine Straße nach ihm benannt.
Im September 2023 wurde Berthier von der Suchmaschine Google mit einem Doodle geehrt.

## Museen
Das Gehörlosenmuseum im Hôtel-Dieu von Louhans wurde während zwölf Jahren durch Armand und Yvette Pelletier geschaffen und am 9. März 2013 eröffnet. Die Stadt Louhans würdigt damit nicht zuletzt die Verdienste ihres Sohnes Ferdinand Berthier.